# ساموئل ولز ویلیامز
ساموئل ولز ویلیامز (انگلیسی: Samuel Wells Williams; ۲۲ سپتامبر ۱۸۱۲ – ۱۶ فوریهٔ ۱۸۸۴) فرهنگ‌نویس، زبان‌شناس، چین‌شناس، و میسیونر اهل ایالات متحده آمریکا بود.